# Satchelliella canariensis
Satchelliella canariensis är en tvåvingeart som först beskrevs av Tonnoir 1922.  Satchelliella canariensis ingår i släktet Satchelliella och familjen fjärilsmyggor.
Artens utbredningsområde är Kanarieöarna. Inga underarter finns listade i Catalogue of Life.